# Kidd Keo
Padua Keoma Salas Sánchez (Alacant, 27 de setembre de 1995) és un cantant alacantí de trap en anglès i castellà conegut com a Kidd Keo. Forma part d'un petit grup d'artistes que s'anomena DBT, on també hi ha Elegangster, Yung Sarria, Neelo i Sonny clow. Les lletres de les seves cançons han rebut moltes crítiques, que principalment tracten de drogues, sexe i diners.

## Biografia
El seu padrastre, al qual gairebé no va conèixer, era alemany. Té molta admiració per la seva mare, qui el va cuidar sola traslladant-se junts a diversos indrets com Toronto fins a establir-se a Alacant.
El 2014 es va donar a conèixer a través d'unes cançons que va pujar a Youtube, però no va ser fins al 2015 que, amb el vídeoclip Relax, va incrementar el número de visites, i decidiria dedicar-se professionalment. A principis del 2017 va publicar el disc Welcome to Gotham. El seu Lollypop de 2017 va ser molt criticat pel seu caràcter clarament masclista i misogin. El seu vídeo Okay de 2016 és considerat una de les seves millors obres.
El 12 de juny de 2020 va estrenar un nou EP, Rockport Espacial, que compta amb 5 cançons inèdites i amb la participació de Yay Got The Groove i Enry-K com a productors, artistes i músics.
A part dels companys del grup DBT, escolta Dellafuente, C. Tangana i Recycled J, els francesos Booba —a qui aprecia especialment—, Dosseh, 13Block, 40000Gang, Joke, Pso Thug; els americans Lil Uzi Vert, Tory Lanez, Future, Trill Sammy i Rae Sremmurd (compost per Swae Lee i Slim Jimmy), i els canadencs Section Boyz, Chip i Yungen de London.

## Discografia
- 2016 Fear The Walking Tape (Mixtape)
- 2017 Welcome To Gotham (Mixtape)
- 2017 Old Times In Gotham (Mixtape)
- 2017 The Giant (Mixtape)
- 2018 Keoland (Mixtape)
- 2020 Rockport Espacial (Mixtape)
- 2020 Back To Rockport (Album)
- 2020 B&W (con Yung Sarria)(Mixtape)
- 2021 Rockport Espacial 2 (Mixtape)
- 2022 Trippy & Trapper (Con Yung Sarria) (Mixtape)
- 2023 Trap Bandicoot (Mixtape)[cal citació]
- 2023 The Trap House (Mixtape)[cal citació]
- 2024 2016 (Album)[cal citació]
- 2024 Rockport Espacial 3 (Mixtape) (Pròximament)